# Michael Cunningham
Michael Cunningham (Cincinnati, 6 novembre 1952) è uno scrittore e sceneggiatore statunitense, noto per il suo romanzo Le ore, vincitore nel 1999 del Premio Pulitzer per la narrativa.

## Biografia
Nacque il 6 novembre 1952 a Cincinnati (nell'Ohio), ed è cresciuto a Pasadena, in California. Laureatosi in Letteratura inglese all'Università di Stanford, ha successivamente conseguito un Master of Fine Arts (MFA) presso l'Iowa Writers' Workshop dell'Università dell'Iowa. Durante i suoi studi ad Iowa City, alcuni dei suoi racconti furono pubblicati in diverse riviste, come The Atlantic Monthly, The Paris Review, Red Book. Il suo primo racconto, uscito nel 1981, Cleaving, è incentrato sull'importanza della famiglia; White Angel divenne un capitolo del suo romanzo Una casa alla fine del mondo e verrà incluso nella raccolta The Best American Short Stories pubblicata nel 1989 da Houghton.
Nel 1984 l'uscita del suo primo romanzo Golden State, con protagonista l'adolescente David Stark e la sua famiglia in via di disintegrazione, non ricevette particolare attenzione della critica, che accolse invece positivamente il successivo Una casa alla fine del mondo (1990), di cui un estratto è pubblicato sul New Yorker. Nel 1993 lo scrittore riceve la Guggenheim Fellowship.
Cunningham ha insegnato al Fine Arts Work Center di Provincetown, in Massachusetts, e nel programma di scrittura creativa del Brooklyn College. 
La sua passione per la lettura, e soprattutto per alcuni autori, come T.S. Eliot e Virginia Woolf, nasce quasi per caso al liceo, e rappresenta per lui una sorta di illuminazione. In un'intervista espresse così il suo stupore di adolescente davanti alla scrittura di Woolf: «Oh, stava facendo con il linguaggio qualcosa di simile a quello che Jimi Hendrix fa con una chitarra». Ispirandosi ad un romanzo di quest'ultima, La signora Dalloway, riscritto in chiave contemporanea, Cunnigham nel 1998 ottenne infatti il suo successo come scrittore.
Nel 1990 pubblicò Una casa alla fine del mondo (1990), di cui nel 2004 viene prodotta la versione cinematografica, con la regia di Michael Mayer. Seguirono Carne e sangue (1995) e Dove la terra finisce (2002). Nel 2000 il suo Mister Brother fu incluso in O. Henry Prize Stories.  Nel 2006 pubblicò un libro di poesie e prose di Walt Whitman, Laws for Creations, e collaborò con Susan Minot ad un'opera teatrale e alla sceneggiatura di un film, Evening, un amore senza tempo (2007), tratto dall'omonimo romanzo dell'autrice.
I suoi più recenti romanzi sono By Nightfall (2010), The Snow Queen (2014) e A Wild Swan and Other Tales (2015), quest'ultimo ispirato al mondo delle fiabe, rivisto in chiave moderna, con le illustrazioni di Yuko Shimizu.

## Vita privata
Cunningham è dichiaratamente omosessuale ed ha avuto una lunga relazione con lo psicoterapista Ken Corbett. Nonostante i personaggi dei suoi libri siano spesso persone omosessuali, l'autore ha dichiarato di non volere che «le tematiche relative all'omosessualità delle sue opere siano percepite come la loro caratteristica principale».
Insegna scrittura creativa all'Università di Yale e risiede a New York.

## Opere
- 1984. Golden States, New York, Crown Publishers
- 1990. A home at the end of the world, New York, Farrar Straus Giroux

Una casa alla fine del mondo, Milano, Bompiani, 2003, ISBN 8845254445
- 1995. Flesh and Blood, New York, Farrar Straus Giroux

Carne e Sangue, Milano, Bompiani, 2008, ISBN 9788845251573
- 1998. The Hours, New York, Farrar Straus Giroux

Le Ore, Milano, Bompiani, 2001, ISBN 8845240975
- 2002. Land's End: A Walk in Provincetown, Picador

Dove la terra finisce, Una passeggiata per Provincetown, Milano, Bompiani, 2003, ISBN 8845254399
- 2006. Specimen Days, New York, Farrar Straus Giroux

Giorni Memorabili, Milano, Bompiani, 2007, ISBN 9788845259036
- 2006. Laws for Creations, Poems by Walt Whitman (Editor and introduction), Picador
- 2010. By Nightfall, New York, Farrar Straus Giroux

Al limite della notte, Milano, Bompiani, 2011, ISBN 9788845268359
- 2014. The Snow Queen, New York, Farrar Straus Giroux

La Regina delle Nevi, Milano, Bompiani, 2015, ISBN 9788845279294
- 2015. A Wild Swan and Other Tales, New York, Farrar Straus Giroux

Un cigno selvatico, Milano, La nave di Teseo, 2016, ISBN 9788893440004
- 2024. Day, New York, Random House

Day, Milano, La nave di Teseo, 2024, ISBN 9788834616475

## Riconoscimenti
- 1995 - Whiting Award[14]
- 1999 - Pulitzer Prize for Fiction, PEN/Faulkner Award[15] e il “Gay, Lesbian, Bisexual, and Transgender Book Award”[16] per Le ore
- 2011 - Premio Fernanda Pivano per la letteratura americana[15]
- 2024 - Premio Gregor von Rezzori[senza fonte]